# Atanazy (biskup Bani Suwajf)
Atanazy (imię świeckie Abd al-Masih Biszara al-Kasis, ur. 9 maja 1923 w Al-Mahalla al-Kubra, zm. 16 listopada 2000) – duchowny Koptyjskiego Kościoła Ortodoksyjnego, w latach 1962-2000 biskup Bani Suwajf.

## Życiorys
Śluby zakonne złożył 7 kwietnia 1958 w monasterze Syryjczyków. Święcenia kapłańskie otrzymał 17 maja 1959. Sakrę otrzymał 9 września 1962 z rąk patriarchy Cyryla VI. 18 czerwca 1978 uzyskał honorowy tytuł metropolity. Urząd biskupa Bani Suwajf pełnił do śmierci.